# Ондо, Чарльз
Чарльз Ндувуиси Ондо (англ. Charles Nduwuisi Ondo; род. 22 октября 2003, Мадрид, Испания) — футболист Экваториальной Гвинеи, защитник клуба «Хаддерсфилд Таун» и сборной Экваториальной Гвинеи.

## Клубная карьера
Ондо — воспитанник английских клубов «Миллуолл» и «Хаддерсфилд Таун». 9 октября 2022 года в матче против «Халл Сити» он дебютировал в Чемпионшипе в составе последних. В начале 2023 года Чарльз ан правах аренды перешёл в ирландский «Уотерфорд». 24 февраля в матче против «Лонгфорд Таун» он дебютировал в Первом дивизионе Ирландии. По окончании аренды игрок вернулся в «Хаддерсфилд Таун», где продолжил выступления за дублирующий состав.

## Международная карьера
6 сентября 2023 года в отборочном матче Кубка Африки 2023 против сборной Ливии Ондо дебютировал за сборную Экваториальной Гвинеи.